# Olympische Jugend-Sommerspiele 2010/Teilnehmer (Palästina)
| Gelbes Symbol für Goldmedaillen mit stilisierten Olympischen Ringen | Graues Symbol für Silbermedaillen mit stilisierten Olympischen Ringen | Braundes Symbol für Bronzemedaillen mit stilisierten Olympischen Ringen |
| ------------------------------------------------------------------- | --------------------------------------------------------------------- | ----------------------------------------------------------------------- |
| —                                                                   | —                                                                     | —                                                                       |

Die Jugend-Olympiamannschaft aus Palästina für die I. Olympischen Jugend-Sommerspiele vom 14. bis 26. August 2010 in Singapur bestand aus vier Athleten.

## Athleten nach Sportarten

### Fechten
Mädchen
- Damyan Jaqman
Degen Einzel: 13. Platz

### Leichtathletik
Jungen
- Nour Aldin Hammoda
1000 m: DNF (trat nicht zum Finallauf an)

### Schwimmen
| Mädchen - Sabine Hazboun 50 m Freistil: 44. Platz 50 m Schmetterling: 20. Platz | Jungen - Fouad Al-Atrash 50 m Freistil: 34. Platz 50 m Rücken: 14. Platz |